# Zacharias Schäffer (Historiker)

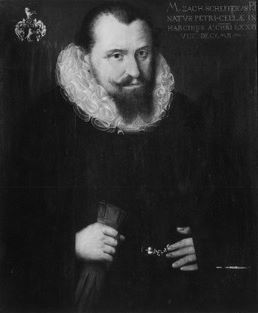
Zacharias Schäffer, 1620, auf einem Bild von Conrad Melberger in der Tübinger Professorengalerie

Zacharias Schäffer (* 31. Dezember 1572 in Peterzell im Oberamt Oberndorf; † 6. März 1638 in Tübingen) war ein deutscher Komponist und Historiker sowie Professor der Beredsamkeit an der Universität Tübingen.

## Leben
Zacharias Schäffer war der Bruder des Theologen Michael Schäffer. Er wurde 1590 in Tübingen immatrikuliert und bekam dort 1594 seinen Magister. Er wurde 1618 Professor für Geschichte und Dichtkunst an der Universität Tübingen. Er war der Pfleger der Justina, Tochter des verstorbenen Professors Mag. Erhard Uranius, Rektor des Contuberniums. Außerdem war er Vormund der Ursula Hafenreffer, Tochter des verstorbenen Matthäus Hafenreffer. Sein 1620 von Conrad Melberger gemaltes Porträt hängt in der Tübinger Professorengalerie.